# Aristogeitonia monophylla
Aristogeitonia monophylla là một loài thực vật thuộc họ Euphorbiaceae. Loài này có ở Kenya và Tanzania. Chúng hiện đang bị đe dọa vì mất môi trường sống.